# Sulla pelle viva
Sulla pelle viva. Come si costruisce una catastrofe. Il caso del Vajont è un saggio scritto dalla giornalista e scrittrice Tina Merlin, edito nel 1983 da La Pietra, successivamente riedito nel 1993 da Il Cardo, con prefazione di Giampaolo Pansa e titolo Vajont 1963. La costruzione di una catastrofe, quindi ripubblicato dal 1997 da Cierre Edizioni con il suo titolo originario e un'ulteriore prefazione di Marco Paolini. Narra le vicende che hanno condotto al disastro del Vajont, approfondendo le responsabilità e gli errori alla base di una delle maggiori tragedie civili italiane.

## Contenuto
In questo libro la giornalista bellunese ripercorre gli eventi che hanno portato al disastro del Vajont, partendo dalla storia delle piccole comunità montane presenti nella valle che da quel piccolo affluente del Piave prendeva il nome. Un mondo di gente semplice e laboriosa, abituata a faticare per trarre le poche risorse che la montagna le offriva, e che si raccoglieva attorno ai due abitati maggiori di Erto e Casso. Una realtà difficile che spesso costringeva gli abitanti all'emigrazione o agli spostamenti stagionali, per vendere i prodotti di un artigianato molto semplice, spesso l'unico modo per integrare il poco che si ricavava dal lavoro nei campi e nelle malghe.
L'arrivo nel 1956 della SADE e del suo grandioso progetto idroelettrico, in cerca dell'energia elettrica di cui l'industria nazionale aveva in quel momento necessità, e poco o nulla interessata ai bisogni e alle esigenze degli abitanti della valle, trovò quindi resistenza nella popolazione, inizialmente unita nella difesa dei propri diritti. Ma forte delle concessioni governative e dell'appoggio politico e mediatico, il gruppo industriale di Vittorio Cini procedette spedito secondo i propri piani, facendo uso all'occorrenza anche della forza pubblica, e sfruttando le divisioni e gli interessi differenti delle persone coinvolte nei cambiamenti radicali portati da quell'opera ciclopica. Anzi, in breve tempo il progetto iniziale venne ulteriormente ampliato, per arrivare a costruire la più alta diga ad arco del mondo, aumentando così le dimensioni del lago artificiale di quasi tre volte rispetto al piano originale.
E così all'inizio del 1957 furono avviati i primi lavori di costruzione, anche in assenza di una valutazione geologica su quell'ambiente così fragile, e sulla sua capacità di sopportare un'opera talmente ambiziosa da far nascere timori anche negli stessi progettisti. Paure che gli abitanti dei paesi videro crescere dopo la comparsa di inquietanti segnali di instabilità nel terreno che doveva fare da sponda al futuro lago, a cui però nessuno volle dare credito. Un nuovo comitato creato spontaneamente dagli abitanti della valle per cercare di ottenere ascolto continuò infatti a scontrarsi con i muri di un'autorità pubblica che, ben esemplificata dalla Commissione di collaudo statale, non era minimamente interessata ad avere informazioni dissonanti da quelle dell'azienda costruttrice, sua unica referente.
Nel frattempo in Italia cresceva un movimento trasversale per la nazionalizzazione dell'energia elettrica, alimentato anche dai frequenti atteggiamenti di prevaricazione delle aziende come la SADE, assai poco sollecita a pagare quanto dovuto per lo sfruttamento del bene pubblico. Un pericolo serio per l'azienda veneta, che la spinse ad accelerare ulteriormente i tempi per quell'opera su cui tanto stava investendo, malgrado le relazioni poco rassicuranti dei suoi stessi tecnici. Fu così che nel febbraio del 1960 si diede avvio in gran fretta al primo riempimento dell'invaso, in anticipo sul rilascio della concessione. Ottenendo l'effetto del moltiplicarsi dei segnali di gravi cedimenti sotto il monte Toc, tanto da spingere all'azione i tecnici dell'azienda: non per salvaguardare la popolazione dal pericolo, ma per salvare l'opera dal fallimento.
Si arrivò anche a falsificare i documenti, cancellando dai rapporti inviati alle autorità i segnali più inquietanti, come le continue scosse sismiche, autorità comunque a loro volta sempre disposte a credere. Quando il livello di allarme diventa impossibile da mascherare, è troppo tardi: l'ultima fase di invaso viene bloccata, con la conseguenza deleteria di accelerare il distacco della frana. Alle 22.39 del 9 ottobre 1963 più di 250 milioni di metri cubi di roccia e sassi si staccano dal monte Toc e piombano nel lago, sollevando un'onda che spazza via tutto quello che trova sul suo percorso, cancellando Longarone e uccidendo quasi duemila persone.
E dopo il disastro, parte l'opera di rimozione. Già dal giorno successivo alla catastrofe, parallelamente ai soccorsi e agli aiuti, si mette in moto una campagna politica e di stampa da parte dei maggiori giornali per far passare la tesi dell'evento naturale imprevedibile. Chi non si uniforma viene accusato di voler sfruttare una tragedia a scopo di propaganda, ribaltando la realtà per cancellare i fatti, che in tutta la vicenda aveva visto la stampa nazionale brillare per assenza e cecità. Una prima Commissione governativa individua responsabilità precise, ma ci pensa la successiva Commissione parlamentare d'inchiesta a rimettere le cose a posto: nella relazione di maggioranza sostiene la tesi dell'evento fortuito senza responsabili, con la netta opposizione dei componenti socialisti e comunisti, che si dissociano presentando conclusioni diverse. Nel frattempo gli abitanti della valle vengono dispersi tra i comuni della zona, ed alcuni cominciano a tornare alle loro case, sfidando ogni divieto. Il libro si conclude con una disamina della situazione a vent'anni dal disastro, e con la notizia della chiusura del procedimento penale sulla vicenda, che ha visto la condanna definitiva delle parti chiamate in causa.

## Edizioni
- Tina Merlin, Sulla pelle viva. Come si costruisce una catastrofe. Il caso del Vajont, 1ª ed., Milano, La Pietra, 1983.
- Tina Merlin, Vajont 1963. La costruzione di una catastrofe, 2ª ed., Venezia, Il Cardo, 1993.
- Tina Merlin, Sulla pelle viva. Come si costruisce una catastrofe. Il caso del Vajont, 3ª ed., Verona, Cierre Edizioni, 1997.
- Tina Merlin, Sulla pelle viva. Come si costruisce una catastrofe. Il caso del Vajont, 4ª ed., Verona, Cierre Edizioni, settembre 2001, ISBN 88-8314-121-0.
- Tina Merlin: Sulla pelle viva. Come si costruisce una catastrofe. Il caso Vajont, Cierre Edizioni 2016, ISBN ISBN 88-8314-121-0.